# Преображенский, Василий Петрович
Васи́лий Петро́вич Преображе́нский (1864—1900; Москва) — русский философ

 и литературный критик.

## Биография
Родился в 1864 году.
Окончил историко-филологический факультет Московского университета. С начала 1888 года принимал активное участие в деятельности Московского психологического общества, а с основанием в 1889 года журнала «Вопросы философии и психологии» — в редактировании этого журнала; с 1895 года состоял его редактором.
Преображенский в истории русской философии известен, прежде всего, благодаря популяризации идей Ницше; в частности, его сочинение «Ф. Ницше. Критика морали альтруизма» способствовало ознакомлению широкой общественности в России с философией Ницше.
По словам друга Преображенского Н. Котляревского, «если говорить о заслугах Василия Петровича перед русской наукой, то, конечно, придется указать прежде всего на его редакторство, упомянуть о сочинениях Лейбница, об Этике Спинозы и других философских книгах, им изданных, придется говорить об его самостоятельных этюдах о Шопенгауэре и Ницше, наконец о его остроумных критических заметках, рассеянных в библиографическом отделе „Вопросов Философии и Психологии“».
Скончался в ночь на 11 (24) апреля 1900 года в Москве. Был похоронен на кладбище Алексеевского женского монастыря.